# Nikki McCray
Nikki K. McCray (Collierville, Tennessee, 17 de diciembre de 1971-7 de julio del 2023) fue una jugadora y entrenadora de baloncesto estadounidense. Consiguió tres medallas con Estados Unidos en mundiales y Juegos Olímpicos y fue inducida al Salón de la Fama de la WNBA en el 2012.

## Carrera deportiva
McCray, era una guardia de 1,80 m (5 pies y 11 pulgadas) de la Universidad de Tennessee, McCray fue miembro de los Washington Mystics, Indiana Fever, Phoenix Mercury, San Antonio Silver Stars y Chicago Sky. Fue incluida en tres equipos All-Star de la WNBA (en 1999, 2000 y 2001) y anotó 2550 puntos en su carrera. Antes de unirse a la WNBA en 1998, fue una estrella en la ahora desaparecida Liga Americana de Baloncesto. Mientras jugaba en la Liga Americana de Baloncesto, McCray fue nombrado Jugador Más Valioso de la temporada 1996–97.
McCray también jugó baloncesto a nivel internacional. Ganó medallas de oro en los Juegos Olímpicos de Verano de 1996 y el 2000, y participó en el equipo femenino de los Estados Unidos en el Campeonato Mundial FIBA de 1998. Se hizo un nombre en el baloncesto femenino como defensora de clase mundial al derrotar a varias de las mejores jugadoras del mundo.
En 2000, fue nombrada miembro del Consejo de Fitness del Presidente y también fue elegida para el equipo olímpico de baloncesto de EE. UU en los Juegos Olímpicos de Sidney.

## Carrera como entrenadora
McCray fue entrenador asistente en la Universidad de Carolina del Sur. Se hizo un nuevo hogar en la Universidad de Carolina del Sur con una excompañera de equipo como entrenadora en jefe, Dawn Staley. Staley dijo sobre McCray: 

"Nikki tiene hambre de éxito, y eso viene de jugar en Tennessee, donde el entrenador nunca se conforma con nada menos que ser el número uno en lo que sea que esté haciendo. Esa mentalidad se le inculca a Nikki, y quiero gente a mi alrededor como eso. Es enérgica, segura de sí misma y atractiva: todas las cualidades que necesitas cuando estás entrenando y reclutando. Pasamos dos Juegos Olímpicos juntos y compartimos el éxito en la mejor arena que existe para ponerse a prueba"

 Renunció como entrenadora en jefe en Mississippi State en octubre de 2021 por motivos de salud.

## Vida personal
McCray fue diagnosticada con cáncer de mama en el 2013 mientras trabajaba en Carolina del Sur. Entró en remisión más tarde ese año.
McCray falleció el 7 de julio de 2023 a los 51 años, mientras se desempeñaba como entrenadora asistente de Rutgers.